# فيتر (هسن)
فيتر (بالألمانية: Wetter, Hesse) هي بلدة، مدينة و بلدة ألمانية تقع في Marburg-Biedenkopf في ألمانيا. يقدر عدد سكانها بـ 9,311 نسمة .

## المدن التوأمة
مدينة Deutschkreutz هي مدينة توأمة لفيتر (هسن).